# NGC 6395
NGC 6395 (другие обозначения — UGC 10876, MCG 12-16-39, ZWG 339.44, IRAS17272+7108, PGC 60291) — галактика в созвездии Дракон.
Этот объект входит в число перечисленных в оригинальной редакции «Нового общего каталога».